# Dysstroma volutata
Dysstroma volutata là một loài bướm đêm trong họ Geometridae.